# بازار سرپوشیده حلم
بازار سرپوشیدهٔ خُلم یا بازار سرپوشیدهٔ تاشقرغان از آثار تاریخی ولایت بلخ افغانستان است.
این اثر تاریخی در ولسوالی خُلم ولایت بلخ قرار دارد.  شهر خلم در ولایت بلخ افغانستان است که پیش از تغییر نامش تاشقرغان  گفته می‌شد، گاهی مربوط ولایت بلخ و گاهی مربوط ولایت سمنگان بود. بازار سرپوشیدهٔ خُلم (تاشقرغان) در ولسوالی خُلم باستانی و در ۶۰ کیلومتری جنوب شهر مزار شریف بلخ، واقع در سرک ابریشم قرار داشت و با سبک معماری ایران زمین بخارایی و سمرقندی ساخته شده بود. سازهٔ نامبرده تقریباً ۹۰٪ از بین رفته ولی بنیاد آن هنوز باقی مانده است. 
این بازار در سال ۱۲۶۲ هجری قمری / ۱۸۴۵ میلادی در مرکز شهرستان تاریخی خلم استان بلخ ساخته شده بود و در سال ۱۳۰۵ هجری قمری / ۱۸۸۸ میلادی ۴۵۰ تا ۵۰۰ فروشگاه و در سال ۱۳۵۰ هجری خورشیدی / ۱۹۷۲ میلادی ۱۰۸۰ دکان و ۲۸ سرای داشت و در آن ساخته های دستی خلم به فروش میرسیدند این بازار در جنگ های سال های ۶۰ سده چهاردهم هجری خورشیدی ۸۰ سده بیستم میلادی ویران شد بازسازی این بازار در سال ۱۳۸۵ هجری خورشیدی / ۲۰۰۶ میلادی از سوی وزارت اطلاعات و فرهنگ به همیاری دولت شاهی هالند، برنامه ریزی شده بود اما تا اکنون کاری برای پیاده کردن آن انجام داده نشده است.

## تصاویر
- https://web.archive.org/web/20140714201832/http://www.lindenmuseum.de/fileadmin/user_upload/images/fotogalerie/Orient-Slider/Orient2_Bazarzeile__Taschkurgan__Afghanistan__Foto_Anatol_Dreyer.jpg بازسازی نمایشی بخشی از بازار سرپوشیده تاشقرغان، خُلم کنونی در موزه لیندن
- http://media-cache-ec0.pinimg.com/736x/2b/ee/fc/2beefccaf17fd772a966165020c94e5e.jpg  بازسازی بخشی نمایشی از بازار سرپوشیده تاشقرغان، خُلم کنونی در موزه لیندن